# Dioclea macrocarpa
Dioclea macrocarpa är en ärtväxtart som beskrevs av Huber. Dioclea macrocarpa ingår i släktet Dioclea och familjen ärtväxter. Inga underarter finns listade i Catalogue of Life.